# Capitoli di Mashle
Questa è la lista dei capitoli di Mashle, manga di Hajime Komoto serializzato dalla Shūeisha sulla rivista settimanale Weekly Shōnen Jump dal 27 gennaio 2020 al 3 luglio 2023 sulla rivista Weekly Shōnen Jump edita da Shūeisha. I capitoli sono stati raccolti in 18 volumi tankōbon pubblicati dal 4 giugno 2020 al 4 ottobre 2023.
In Italia la serie è stata pubblicata da Star Comics nella collana Target dal 27 ottobre 2021 al 1º ottobre 2024.

## Volumi 1-10
| 1  | 4 giugno 2020 | ISBN 978-4-08-882329-4 | 27 ottobre 2021   | ISBN 978-88-226-2618-9 (ed. regolare) ISBN 978-88-226-2641-7 (ed. variant) |
| 1  | Capitoli - 1. Mash Burnedead e i muscoli ben allenati (マッシュ・バーンデッドと鍛きたえぬかれた筋きん肉?, Masshu Bāndeddo to kitae nukareta kin'niku) - 2. Mash Burnedead il labirinto dei misteri (マッシュ・バーンデッドと不ふ思し議ぎな迷めい路?, Masshu Bāndeddo to fushigina meiro) - 3. Mash Burnedead e la bambola della morte (マッシュ・バーンデッドと死しの人にん形?, Masshu Bāndeddo to shi no ningyō) - 4. Mash Burnedead e la sfida con le scope (マッシュ・バーンデッドと箒ほうきと対たい決?, Masshu Bāndeddo to hōki no taiketsu) - 5. Mash Burnedead e la persona da non far arrabbiare (マッシュ・バーンデッドと怒おこらせちゃいけない人?, Masshu Bāndeddo to okorase chaikenai hito) - 6. Mash Burnedead e le regole della scuola (マッシュ・バーンデッドと学がっ校こうのルール?, Masshu Bāndeddo to gakkō no rūru) - 7. Mash Burnedead e la gara sulle scope (マッシュ・バーンデッドと箒ほうきの競きょう技?, Masshu Bāndeddo to hōki no kyōgi) - 8. Mash Burnedead e il mago più forte (マッシュ・バーンデッドと強つよめの魔ま法ほう使つかい?, Masshu Bāndeddo to tsume no mahōtsukai) |                        |                   |                                                                            |
| 2  | 4 agosto 2020 | ISBN 978-4-08-882377-5 | 27 ottobre 2021   | ISBN 978-88-226-2647-9 (ed. regolare) ISBN 978-88-226-2649-3 (ed. variant) |
| 2  | Capitoli - 9. Mash Burnedead e il fratello maggiore (マッシュ・バーンデッドとお兄にいちゃん?, Masshu Bāndeddo to onii-chan) - 10. Mash Burnedead e il compito di farmacologia magica (マッシュ・バーンデッドと魔法薬学の課題?, Masshu Bāndeddo to mahōyakugaku no kadai) - 11. Mash Burnedead e il compagno che non ha successo con le ragazze (マッシュ・バーンデッドとモテない同級生?, Masshu Bāndeddo to motenai dōkyūsei) - 12. Mash Burnedead e le trame d'amore (マッシュ・バーンデッドと恋模様?, Masshu Bāndeddo to koi moyō) - 13. Mash Burnedead e il ragazzo che non riesce a dubitare (マッシュ・バーンデッドと疑えない男?, Masshu Bāndeddo to utagaenai otoko) - 14. Mash Burnedead e la magia del ferro (マッシュ・バーンデッドと鉄の魔法?, Masshu Bândeddo to tetsu no mahõ) - 15. Mash Burnedead e lo scorpione gigante della foresta (マッシュ・バーンデッドと巨大森サソリ?, Masshu Bândeddo to kyodai mori sasori) - 16. Mash Burnedead e l'unicorno (マッシュ・バーンデッドとユニコーンの骨?, Masshu Bândeddo to Yunikōn no hone) - 17. Mash Burnedead e il mago delle bambole (マッシュ・バーンデッドと人形の魔法使い?, Masshu Bândeddo to ningyō no mahō tsukai) |                        |                   |                                                                            |
| 3  | 2 ottobre 2020 | ISBN 978-4-08-882425-3 | 26 gennaio 2022   | ISBN 978-88-226-2959-3                                                     |
| 3  | Capitoli - 18. Mash Burnedead e la bilancia della magia (マッシュ・バーンデッドと魔法の秤?, Masshu Bāndeddo to mahō no hakari) - 19. Lance Crown e il mago degli shuriken (ランス・クラウンと手裏剣の魔法使い?, Ransu Kuraun to Shuriken no mahōtsukai) - 20. Mash Burnedead e il mago mascherato (マッシュ・バーンデッドと仮面の魔法使い?, Masshu Bāndeddo to kamen no mahōtsukai) - 21. Mash Burnedead e l'amuleto bignè (マッシュ・バーンデッドとシュークリームのお守り?, Masshu Bāndeddo to Shūkurīmu no omamori) - 22. Dott Barrett e il mago dei rovi (ドット・バレットといばらの魔法使い?, Dotto Baretto to ibara no mahōtsukai) - 23. Mash Burnedead e i maghi dei lupi (マッシュ・バーンデッドと狼の魔法使いたち?, Masshu Bāndeddo to ōkami no mahōtsukai-tachi) - 24. Lance Crown e il mago del fango (ランス・クラウンと泥の魔法使い?, Ransu Kuraun to doro no mahōtsukai) - 25. Lance Crown e la magia di livello superiore (ランス・クラウンと高等魔法?, Ransu Kuraun to kōtō mahō) - 26. Mash Burnedead e il mago dell'accelerazione (マッシュ・バーンデッドと加速の魔法使い?, Masshu Bāndeddo to kasoku no mahōtsukai) |                        |                   |                                                                            |
| 4  | 4 gennaio 2021 | ISBN 978-4-08-882526-7 | 23 febbraio 2022  | ISBN 978-88-226-3085-8                                                     |
| 4  | Capitoli - 27. Mash Burnedead e la magia superiore della velocità (マッシュ・バーンデッドと速度の高等魔法?, Masshu Bāndeddo to sokudo no kōtō mahō) - 28. Mash Burnedead e la maschera rotta (マッシュ・バーンデッドと割れた仮面?, Masshu Bāndeddo to wareta kamen) - 29. Dot Barrett e la maga dei tornado (ドット・バレットと竜巻の魔法使い?, Dotto Baretto to tatsumaki no mahōtsukai) - 30. Dot Barrett e il mago fortissimo (ドット・バレットとすごく強い魔法使い?, Dotto Baretto to sugoku tsuyoi mahōtsukai) - 31. Mash Burnedead e l'illuminato divino (マッシュ・バーンデッドと神覚者の男?, Masshu Bāndeddo to kami satoru-sha no otoko) - 32. Mash Burnedead e la palla che finisce per rotolare (マッシュ・バーンデッドと強引な球転がし?, Masshu Bāndeddo to gōin'na Kyū korogashi) - 33. Mash Burnedead e la ginocchiata (マッシュ・バーンデッドと膝蹴り?, Masshu Bāndeddo to hizageri) - 34. Mash Burnedead e la legge della giungla (マッシュ・バーンデッドと弱肉強食?, Masshu Bāndeddo to jakunikukyōshoku) - 35. Mash Burnedead e la danza della vittoria (マッシュ・バーンデッドと勝利の舞?, Masshu Bāndeddo to shōri no mai) |                        |                   |                                                                            |
| 5  | 4 marzo 2021 | ISBN 978-4-08-882575-5 | 25 maggio 2022    | ISBN 978-88-226-3210-4                                                     |
| 5  | Capitoli - 36. Mash Burnedead e la festa coi bignè (マッシュバーンデッドとシュークリームパーティー?, Masshu Bāndeddo to Shūkurīmu Pātī) - 37. Mash Burnedead e la pioggia nera (マッシュ・バーンデッドと黒い雨?, Masshu Bāndeddo to kuroi ame) - 38. Mash Burnedead e lo specchio magico (マッシュ・バーンデッドと魔法の鏡?, Masshu Bāndeddo to mahō no kagami) - 39. Mash Burnedead e i festeggiamenti per la vittoria (マッシュ・バーンデッドと祝勝パーティー?, Masshu Bāndeddo to Shukushō Pātī) - 40. Mash Burnedead e la fiamma della candela (マッシュ・バーンデッドと蝋燭の火?, Masshu Bāndeddo to rōsoku no hi) - 41. Mash Burnedead e gli illuminati divini (マッシュ・バーンデッドと神覚者たち?, Masshu Bāndeddo to kami satoru-sha-tachi) - 42. Mash Burnedead e la bacchetta divina della sabbia (マッシュ・バーンデッドと砂の神覚者?, Masshu Bāndeddo to suna no kami kakuja) - 43. Mash Burnedead e il negozio di bacchette (マッシュ・バーンデッドと杖の店?, Masshu Bāndeddo to tsue no mise) - 44. Mash Burnedead e la sua famiglia (マッシュ・バーンデッドと実家?, Masshu Bāndeddo to jikka) |                        |                   |                                                                            |
| 6  | 30 aprile 2021 | ISBN 978-4-08-882639-4 | 20 luglio 2022    | ISBN 978-88-226-3345-3                                                     |
| 6  | Capitoli - 45. Rayne Ames e la maga degli stimoli (レイン・エイムズと刺激的な魔法使い?, Rein Eimuzu to shigeki-tekina mahōtsukai) - 46. Rayne Ames e i poteri scelti da Dio (レイン・エイムズと神に選ばれた力?, Rein Eimuzu to kami ni eraba reta chikara) - 47. Mash Burnedead e l'esame di selezione (マッシュ・バーンデッドと選抜試験?, Masshu Bāndeddo to senbatsu shiken) - 48. Mash Burnedead e i fantasmi ovini (マッシュ・バーンデッドと羊の死霊?, Masshu Bāndeddo to hitsuji no shiryō) - 49. Mash Burnedead e il palloncino inespugnabile (マッシュ・バーンデッドと強固な風船?, Masshu Bāndeddo to kyōkona fūsen) - 50. Mash Burnedead e l'integratore (マッシュ・バーンデッドとプロテイン?, Masshu Bāndeddo to Purotein) - 51. Mash Burnedead e i cristalli rotti (マッシュ・バーンデッドと割れた水晶?, Masshu Bāndeddo to wareta suishō) - 52. Finn Ames e l'amicizia (フィン・エイムズと友達?, Fin Eimuzu to tomodachi) - 53. Mash Burnedead e la bacchetta curativa (マッシュ・バーンデッドと治癒の杖?, Masshu Bāndeddo to chiyu no tsue) |                        |                   |                                                                            |
| 7  | 4 agosto 2021 | ISBN 978-4-08-882728-5 | 21 settembre 2022 | ISBN 978-88-226-3466-5                                                     |
| 7  | Capitoli - 54. Mash Burnedead e la racchetta fuori controllo (マッシュ・バーンデッドと暴走の庭球?, Masshu Bāndeddo to bōsō no teikyū) - 55. Margarette Macaron e i due candidati (マーガレット・マカロンと2人の試験者?, Māgaretto Makaron to 2-ri no shiken-sha) - 56. Mash Burnedead e l'illuminato divino delle fiamme (マッシュ・バーンデッドと炎の神覚者?, Masshu Bāndeddo to honō no kami kakuja) - 57. Mash Burnedead e il pericoloso "girati di là" (マッシュ・バーンデッドと危ないアッチ向いてホイ?, Masshu Bāndeddo to abunai atchi muite hoi) - 58. Mash Burnedead e la prova finale (マッシュ・バーンデッドと最終試験?, Masshu Bāndeddo to saishū shiken) - 59. Mash Burnedead e la maga del suono (マッシュ・バーンデッドと音の魔法使い?, Masshu Bāndeddo to oto no mahōtsukai) - 60. Mash Burnedead e la mutazione sconsiderata (マッシュ・バーンデッドと罪な突然変異?, Masshu Bāndeddo to tsumina totsuzenhen'i) - 61. Mash Burnedead e l'inseguimento alla velocità del suono (マッシュ・バーンデッドと音速鬼ごっこ?, Masshu Bāndeddo to onsoku onigokko) - 62. Mash Burnedead e il pericolo più grande (マッシュ・バーンデッドと最大の危機?, Masshu Bāndeddo to saidai no kiki) |                        |                   |                                                                            |
| 8  | 4 ottobre 2021 | ISBN 978-4-08-882787-2 | 23 novembre 2022  | ISBN 978-88-226-3631-7                                                     |
| 8  | Capitoli - 63. Mash Burnedead e la grande torre (マッシュ・バーンデッドと大きな塔?, Masshu Bāndeddo to ōkina tō) - 64. Dot e Lance e la magia dei neonati (ドットとランスと赤ちゃん魔法?, Dotto to Ransu to akachan mahō) - 65. Mash Burnedead e la corsa (マッシュ・バーンデッドとランニング?, Masshu Bāndeddo to Ran'ningu) - 66. Mash Burnedead e la vita triste (マッシュ・バーンデッドと重ための人生?, Masshu Bāndeddo to omo tame no jinsei) - 67. Mash Burnedead e le quattro lame di diamante (マッシュ・バーンデッドと4枚の金剛刃?, Masshu Bāndeddo to 4-mai no kongō ha) - 68. Wahlberg Baigan e la magia oscura (ウォールバーグ・バイガンと闇の魔法?, Uōrubāgu Baigan to yami no mahō) - 69. Wahlberg Baigan e la magia del tempo (ウォールバーグ・バイガンと時の魔法?, Uōrubāgu Baigan to toki no mahō) - 70. Wahlberg Baigan e il pericolo più grande (ウォールバーグ・バイガンと最大の危機?, Uōrubāgu Baigan to saidai no kiki) - 71. Mash Burnedead e le origini del mago più forte (マッシュ・バーンデッドと最強の魔法使いの始まり?, Masshu Bāndeddo to saikyō no mahō tsukai no hajimari) - 72. Mash Burnedead e la grande fune (マッシュ・バーンデッドと大きな綱?, Masshu Bāndeddo to ōkina tsuna) |                        |                   |                                                                            |
| 9  | 3 dicembre 2021 | ISBN 978-4-08-882844-2 | 25 gennaio 2023   | ISBN 978-88-226-3778-9                                                     |
| 9  | Capitoli - 73. Mash Burnedead e l'estate divertente (マッシュ・バーンデッドと楽しい夏?, Masshu Bāndeddo to tanoshī natsu) - 74. Mash Burnedead e la battaglia da non perdere (マッシュ・バーンデッドと負けられない戦い?, Masshu Bāndeddo to make rarenai tatakai) - 75. Mash Burnedead e la prova orale (マッシュ・バーンデッドと口頭試問?, Masshu Bāndeddo to kōtō shimon) - 76. Mash Burnedead e la resistenza alla lancia di sabbia (マッシュ・バーンデッドと耐え切れ砂の槍?, Masshu Bāndeddo to tae-gire suna no yari) - 77. Mash Burnedead e l'esame successivo (マッシュ・バーンデッドと次の試験?, Masshu Bāndeddo to tsugi no shiken) - 78. Mash Burnedead e lo scontro dei tre demoni, l'esame finale per diventare illuminato divino (マッシュ・バーンデッドと三魔対争神覚者最終試験?, Masshu Bāndeddo to sanma taisō shin kakuja saishū shiken) - 79. Mash Burnedead e la scuola di magia meritocratica (マッシュバーンデッドと実力主義魔法学校?, Masshu Bāndeddo to jitsuryoku shugi mahō gakkō) - 80. Mash Burnedead e la partita a carte (マッシュバーンデッドとみんなでトランプ?, Masshu Bāndeddo to minna de Toranpu) - 81. Mash Burnedead e i buoni amici (マッシュバーンデッドと良い友達?, Masshu Bāndeddo to yoi tomodachi) - 82. Mash Burnedead e la primissima infanzia (マッシュバーンデッドと赤子の時?, Masshu Bāndeddo to akago no toki) |                        |                   |                                                                            |
| 10 | 4 marzo 2022 | ISBN 978-4-08-883036-0 | 19 aprile 2023    | ISBN 978-88-226-3855-7 (ed. regolare) ISBN 978-88-226-4142-7 (ed. variant) |
| 10 | Capitoli - 83. Mash Burnedead e lo Shadow Eater (マッシュバーンデッドと影喰者?, Masshu Bāndeddo to Shadou ītā) - 84. Mash Burnedead e il mago degli insetti (マッシュバーンデッドと昆虫の魔法使い?, Masshu Bāndeddo to konchū no mahō tsukai) - 85. Mash Burnedead e il mago dei magneti (マッシュバーンデッドと磁石の魔法使い?, Masshu Bāndeddo to jishaku no mahō tsukai) - 86. Lance Crown e il gioco forsennato delle talpe (ランス・クラウンと暴れるモグラ叩き?, Ransu Kuraun to abareru mogura tataki) - 87. Dot Barrett e i due nemici (ドット・バレットと2人の敵?, Dotto Baretto to futari no teki) - 88. Dot Barrett e l'indomabile ostinazione (ドット・バレットと押し通す意地?, Dotto Baretto to oshitōsu iji) - 89. Mash Burnedead e la seconda bacchetta (マッシュバーンデッドと2本目の杖?, Masshu Bāndeddo to nihon-me no tsue) - 90. Mash Burnedead e il cannone dei fulmini e dei magneti (マッシュバーンデッドと雷と磁石の大筒?, Masshu Bāndeddo to kaminari to jishaku no ōdzutsu) - 91. Mash Burnedead e l'armatura di magneti (マッシュバーンデッドと磁石の鎧?, Masshu Bāndeddo to jishaku no yoroi) |                        |                   |                                                                            |

## Volumi 11-18
| 11 | 2 maggio 2022 | ISBN 978-4-08-883097-1 | 21 giugno 2023   | ISBN 978-88-226-4097-0 |
| 11 | Capitoli - 92. Mash Burnedead e la buca senza fondo (マッシュ・バーンデッドと底なしの落とし穴?, Masshu Bāndeddo to sokonashi no otoshiana) - 93. Mash Burnedead e il mago dell'acqua (マッシュ・バーンデッドと水の魔法使い?, Masshu Bāndeddo to mizu no mahō tsukai) - 94. Mash Burnedead e la rabbia accumulata (マッシュ・バーンデッドと水の魔法使い?, Masshu Bāndeddo to mizu no keshin no ikari) - 95. Mash Burnedead e il dio dell'acqua (マッシュ・バーンデッドと水の神?, Masshu Bāndeddo to mizu no kami) - 96. Mash Burnedead e la mobilitazione generale dei muscoli (マッシュ・バーンデッドと筋肉総動員?, Masshu Bāndeddo to kinniku sōdōin) - 97. Mash Burnedead e i pugni innumerevoli (マッシュ・バーンデッドと無数の拳?, Masshu Bāndeddo to musū no ken) - 98. Mash Burnedead e la conclusione dello scontro (マッシュ・バーンデッドと決着の時?, Masshu Bāndeddo to ketchaku no toki) - 99. Mash Burnedead e i due potenti individui (マッシュ・バーンデッドと強い2人?, Masshu Bāndeddo to tsuyoi futari) - 100. Mash Burnedead e il killer più forte (マッシュ・バーンデッドと最強の刺客?, Masshu Bāndeddo to saikyō no shikaku) |                        |                  |                        |
| 12 | 4 luglio 2022 | ISBN 978-4-08-883159-6 | 23 agosto 2023   | ISBN 978-88-226-4187-8 |
| 12 | Capitoli - 101. Mash Burnedead e il magma dell'oscurità (マッシュ・バーンデッドと闇のマグマ?, Masshu Bāndeddo to yami no Maguma) - 102. Mash Burnedead e i cinque fratelli (マッシュ・バーンデッドと5人の兄弟?, Masshu Bāndeddo to 5-ri no kyōdai) - 103. Mash Burnedead e la cura dolorosa (マッシュ・バーンデッドと痛めの治療?, Masshu Bāndeddo to itame no chiryō) - 104. Mash Burnedead e l'acchiappacoda (マッシュ・バーンデッドと尻尾取り?, Masshu Bāndeddo to shippotori) - 105. Mash Burnedead e la prova con le armature (マッシュ・バーンデッドと試練の鎧?, Masshu Bāndeddo to shiren no yoroi) - 106. Mash Burnedead e il motivo per combattere (マッシュ・バーンデッドと戦う理由?, Masshu Bāndeddo to tatakau no riyū) - 107. Mash Burnedead e i suoi amici si addestrano per diventare forti (マッシュ・バーンデッド達と強くなるための修行?, Masshu Bāndeddo tachi to tsuyoku naru tame no shugyō) - 108. Mash Burnedead e i suoi amici terminano l'addestramento (マッシュ・バーンデッド達と?, Masshu Bāndeddo tachi to) - 109. Ryoh Grantz e il gigante malvagio (ライオ・グランツと悪の巨人?, Raio Gurantsu to aku no kyojin)   |                        |                  |                        |
| 13 | 4 ottobre 2022 | ISBN 978-4-08-883258-6 | 25 ottobre 2023  | ISBN 978-88-226-4309-4 |
| 13 | Capitoli - 110. Gli illuminati divini e l'armata del male (神覚者たちと悪の軍団?, Shinkakusha-tachi to aku no gundan) - 111. Gli illuminati divini e i fratelli più malvagi (神覚者たちと最凶のご兄弟?, Shinkakushatachi to saikyō no go kyōdai) - 112. Mash Burnedead e l'emblema della pace (マッシュ・バーンデッドと平和の象徴?, Masshu Bāndeddo to heiwa no shōchō) - 113. Ryoh Grantz e la difesa magica della città (ライオ・グランツと市術防衛?, Raio Gurantsu to ichi-jutsu bōei) - 114. Il gruppo di Ryoh Grantz e l'ultima battaglia (ライオ・グランツたちと最後の戦い?, Raio Gurantsu tachi to saigo no tatakai) - 115. Finn Ames e i due guardiani (フェン・エイムズと2人の門番?, Fen Eimuzu to 2-ri no monban) - 116. Il gruppo di Ryoh Grantz penetra nel covo nemico (ライオ・グランツたちと敵の侵入?, Raio Gurantsu tachi to teki no shin'nyū) - 117. Rayne Ames e il più forte mago delle lance (レイン・エイムズと最強の鉾使い?, Rein Eimuzu to saikyō no hoko tsukai) - 118. Rayne Ames e le decisioni prese (レイン・エイムズと決めたこと?, Rein Eimuzu to kimeta koto)                                                     |                        |                  |                        |
| 14 | 2 dicembre 2022 | ISBN 978-4-08-883403-0 | 20 dicembre 2023 | ISBN 978-88-226-4386-5 |
| 14 | Capitoli - 119. Rayne Ames e la famiglia ristretta (レイン・エイムズと2人だけの家族?, Rein Eimuzu to 2-ri dake no kazoku) - 120. Lance Crown e Dot Barrett (ランス・クラウンとドット・バレット?, Ransu Kuraun to Dotto Baretto) - 121. Quello che non piace a Dot Barrett (ドット・バレットと気に食わないもの?, Dotto Baretto to kinikuwanai mono) - 122. Lance Crown e l'imprevisto (ランス・クラウンと予想外のこと?, Ransu Kuraun to yosō-gai no koto) - 123. Dot Barrett e la rabbia centuplicata (ドット・バレットと100回の怒り?, Dotto Baretto to 100-kai no ikari) - 124. Orter Madl e il circo della morte (オーター・マドルと死のサーカス?, Ōtā Madoru to shi no Sākasu) - 125. Orter Madl e il nemico invisibile (オーター・マドルと見えない敵?, Ōtā Madoru to mienai teki) - 126. Lemon Irvine e il domatore tatuato (レモン・アーヴィンと墨の獣使い?, Remon Āvin to boku no kemono tsukai) - 127. Lance Crown, Dot Barrett e il primogenito (ランス・クラウンとドット・バレットと長男?, Ransu Kuraun to Dotto Baretto to chōnan) |                        |                  |                        |
| 15 | 3 febbraio 2023 | ISBN 978-4-08-883426-9 | 27 febbraio 2024 | ISBN 978-88-226-4529-6 |
| 15 | Capitoli - 128. I fratelli Ames e il primogenito (エイムズ兄弟と長男?, Eimuzu kyōdai to chōnan) - 129. Orter Madl e il primogenito (オーター・マドルと長男?, Ōtā Madoru to chōnan) - 130. Gli illuminati divini e il primogenito (神覚者たちと長男?, Shinkakushatachi to chōnan) - 131. L'illuminato divino della luce e la forza del primogenito (光の神覚者と最強の長男?, Hikari no shinkakusha to saikyō no chōnan) - 132. Ryoh Grantz e il grave errore di calcolo (ライオ・グランツと大きな誤算?, Raio Gurantsu to ōkina gosan) - 133. Finn Ames e i compagni (フィン・エイムズと仲間たち?, Fin Eimuzu to nakama-tachi) - 134. L'ultima risorsa di Ryoh Grantz (ライオ・グランツと奥の手?, Raio Gurantsu to okunote) - 135. Ryoh Grantz e la virilità (ライオ・グランツと男前?, Raio Gurantsu to otokomae) - 136. Mash Burnedead e Doom, il fortissimo primogenito (マッシュ・バーンデッドと最強の長男ドゥウム?, Masshu Bāndeddo to saikyō no chōnan Dūmu) |                        |                  |                        |
| 16 | 4 aprile 2023 | ISBN 978-4-08-883447-4 | 23 aprile 2024   | ISBN 978-88-226-4675-0 |
| 16 | Capitoli - 137. Mash Burnedead e la nuova forza (マッシュ・バーンデッドと新しい力?, Masshu Bāndeddo to atarashī chikara) - 138. Mash Burnedead e la magia dello specchio (マッシュ・バーンデッドと鏡の魔法?, Masshu Bāndeddo to kagami no mahō) - 139. Mash Burnedead e le quattro illusioni (マッシュ・バーンデッドと4人の幻影?, Masshu Bāndeddo to 4-nin no genei) - 140. Mash Burnedead e la forma estrema (マッシュ・バーンデッドと究極の形?, Masshu Bāndeddo to kyūkyoku no katachi) - 141. Mash Burnedead e i cento cloni (マッシュ・バーンデッドと百の分身?, Masshu Bāndeddo to hyaku no bunshin) - 142. Mash Burnedead e l'ultimo nemico (マッシュ・バーンデッドと最後の敵?, Masshu Bāndeddo to saigo no teki) - 143. Mash Burnedead e il braccio avvizzito (マッシュ・バーンデッドと枯れた腕?, Masshu Bāndeddo to kareta ude) - 144. Mash Burnedead e il momento critico (マッシュ・バーンデッドと絶対絶命?, Masshu Bāndeddo to zettai zetsumei) - 145. Mash Burnedead e l'aiutante segreto (マッシュ・バーンデッドと秘密の助っ人?, Masshu Bāndeddo to himitsu no Suketto)                                                             |                        |                  |                        |
| 17 | 4 luglio 2023 | ISBN 978-4-08-883568-6 | 18 giugno 2024   | ISBN 978-88-226-4808-2 |
| 17 | Capitoli - 146. Domina Blowelive e l'aspetto desiderato (ドミナ・ブローライブとありたい姿?, Domina Burōraibu to aritai sugata) - 147. Orter Madi e la scelta razionale (オーター・マドルと合理的選択?, Ōtā Madoru to gōri-teki sentaku) - 148. Mash Burnedead e il portale del valore di scambio (マッシュ・バーンデッドと対価の扉?, Masshu Bāndeddo to taika no tobira) - 149. Innocent Zero e la magia invincibile (無邪気な淵源と無敵の魔法?, Mujakina engen to muteki no mahō) - 150. Ochoa e il tradimento (オチョアと裏切りの選択?, Ochoa to uragiri no sentaku) - 151. Lance Crown e l'ostinazione finale (ランス・クラウンと最後の粘り?, Ransu Kuraun to saigo no nebari) - 152. Ochoa e il grande dilemma (オチョアと大きな葛藤?, Ochoa to ōkina kattō) - 153. Mash Burnedead e la magia che rallenta il tempo (マッシュ・バーンデッドと時を遅くする魔法?, Masshu Bāndeddo to toki o osoku suru mahō) - 154. Mash Burnedead, va tutto bene, ma... (マッシュ・バーンデッドといくらなんでもそれは…?, Masshu Bāndeddo to ikura nan demo sore wa…)                                                                                         |                        |                  |                        |
| 18 | 4 ottobre 2023 | ISBN 978-4-08-883668-3 | 1º ottobre 2024  | ISBN 978-88-226-5032-0 |
| 18 | Capitoli - 155. Mash Burnedead e il mago-dio (マッシュ・バーンデッドと神になった魔法使い?, Masshu Bāndeddo to kami ni natta mahōtsukai) - 156. Mash Burnedead e le raffiche di magia inavvicinabile (マッシュ・バーンデッドと近づけない魔法の乱撃?, Masshu Bāndeddo to chikadzukenai mahō no rangeki) - 157. Mash Burnedead e i nemici forti di un tempo (マッシュ・バーンデッドとかつての強敵たち?, Masshu Bāndeddo to katsute no kyōteki-tachi) - 158. Mash Burnedead e la forza di tutti (マッシュ・バーンデッドとみんなの力?, Masshu Bāndeddo to min'nano chikara) - 159. Mash Burnedead e la magia che riavvolge il tempo (マッシュ・バーンデッドと時を戻す魔法?, Masshu Bāndeddo to toki o modosu mahō) - 160. Mash Burnedead e l'oscurità che inghiotte il mondo (マッシュ・バーンデッドと世界を飲み込む黒い闇?, Masshu Bāndeddo to sekai o nomikomu kuroi yami) - 161. Mash Burnedead e gli illuminati divini (マッシュ・バーンデッドと神覚者?, Masshu Bāndeddo to shinkakusha) - 162. Mash Burnedead e la felicità perenne (最終話 マッシュ・バーンデッドとなんやかんやの幸せ?, Masshu Bāndeddo to nan yakan ya no shiawase)           |                        |                  |                        |